# Абус
Абус (наст. имя — Сабит Абусуфьянович Суфиянов; баш. Әбүс, Сабит Әбүсуфиян улы Суфиянов; 1904—1974) — башкирский поэт, журналист.

## Биография
Суфиянов Сабит Абусуфьянович родился 27 декабря 1904 года в селе Сафарово Верхнеуральского уезда Оренбургской губернии (ныне Учалинского района Башкортостана). Рано осиротел, воспитывался в Серменевском детском доме.
В 1923—1928 гг. учился в Оренбургском башкирском педагогическом техникуме.
В 1928—1929 гг. учился в Уфимском педагогическом техникуме.
С 1930 года работал ответственным секретарём учалинской районной газеты «Ударсы», являлся собственным корреспондентом республиканской газеты «Кызыл Башкортостан».
С 1933 года жил в Уфе, с 1934 года работал в журнале «Хэнэк».
28 июля 1936 года арестован по обвинению в участии в контрреволюционной националистической организации, приговорён к лишению свободы на 5 лет по обвинению по статьям 58-10, 58-12. Реабилитирован 3 декабря 1957 года.
Вновь арестован 30 октября 1949 года. Реабилитирован 23 декабря 1957 года.
В 1942—1946 гг. и 1949—1955 гг. находился в ссылке. В 1957—1965 гг. работал в Уфе.

## Творческая деятельность
В 1928—1930 гг. в периодической печати были опубликованы подборки стихов «Йәшлек ялҡыны» («Пламя молодости»), «Көрәш йылдары» («Годы борьбы»), «Лирик һыҙмалар» («Лирические эскизы»), «Төрлөләр» («Разное»). В них поэтом воспевается труд как основа жизни и нравственных устоев общества, а также критикуется бюрократизм и литературная фальшь.
Абус является автором неопубликованных мемуаров «1925—26 йылдарҙағы минең әҙәби платформам хаҡында иҫтәлектәр» («Воспоминания о моей литературной платформе 1925—26 гг.») и сборника стихов «Дауыл йыры» («Песнь о буре»). В поэме «Песня бури» (1931) поэт выступает как патриот, который беспокоится о будущем Урала и своего народа. В произведениях, которые были написаны в тюрьме, Абус обличает своих обвинителей, тоскует о свободе, жалеет о напрасно проведённом в неволе времени и верит в торжество справедливости.
Большая часть произведений была впервые опубликована в 1990-е гг. В 1998 году вышел сборник стихов «Урал мөхәббәте» («Любовь Урала»). В 2007 году в Башкирского книжного издательства «Китап» имени Зайнаб Биишевой издана книга Абуса «Записки. (Рассказы, дневники, письма)», в которую вошли ранее неопубликованные стихи и проза 1940-х годов, письма и заметки.

## Память
Назар Наджми написал очерк «Душа поэта», посвящённый трагической судьбе Сабита Суфиянова.
В г. Учалы РБ одна из улиц названа в честь Суфиянова Сабита.

## Семья
Жена — Нагима, приёмная дочь Мажита Гафури.